# Coralliozetus angelicus
Coralliozetus angelicus is een  straalvinnige vissensoort uit de familie van snoekslijmvissen (Chaenopsidae). De wetenschappelijke naam van de soort is voor het eerst geldig gepubliceerd in 1957 door Böhlke & Mead.
De soort staat op de Rode Lijst van de IUCN als niet bedreigd, beoordelingsjaar 2007.